# イオヘキソール
イオヘキソール(iohexol)は商標名のオムニパーク(omnipaque)などで販売されてるX線の造影剤である。主にＸ線による動脈、静脈、脳槽、尿路、関節などの可視化に加えてコンピュータ断層撮影(CTスキャン)にも用いられる。投与法は経口、点滴静脈注射、または体腔に注入される。
副作用には嘔吐、皮膚の発赤、頭痛、痒み、腎不全、低血圧があげられる。稀にアレルギー反応または発作が生じることがある。ポビドンヨードまたは貝に対してアレルギー体質のヒトはその他のアレルギー体質のヒトより副作用を起こしやすい。 妊娠後期のヒトへの使用は新生児の甲状腺機能低下を引き起こすことがある。イオヘキソールは非イオン性ヨード造影剤である。浸透圧濃度が低い造影剤に分類される。
イソヘキソールが医薬品として認可されたのは1985年である。世界保健機構の必須医薬品モデルリストに掲載されており、最も効果的で安全な医療制度に必要とされる医薬品である。開発途上国での卸価格はバイアル50ｍL約$10.99米ドルである。米国では1投与$50～$100米ドルである。